# Siegendorf
Siegendorf est une commune autrichienne du district d'Eisenstadt-Umgebung dans le Burgenland.